# Misetus tyloidalis
Misetus tyloidalis là một loài tò vò trong họ Ichneumonidae.